# 开元升平源
开元升平源簡稱升平源，是一本共一卷的書籍，作者是唐朝人吴兢。书中記載开元年間姚崇事跡。《开元升平源》成书后以抄本流传。中華民国十六年(1927年)，收入《唐宋传奇集》，由北新书局排印，1956年又由文学古籍刊行社重印。1985年，上海古籍出版社印行丁如明辑校本，收入《开元天宝遗事十种》。2006年，又由北方文艺出版社排印。